# Paracles tegulata
Paracles tegulata là một loài bướm đêm thuộc phân họ Arctiinae, họ Erebidae.